# Dietrich Jöns
Dietrich Walter Jöns (* 10. November 1924 in Eckernförde; † 22. November 2011 in Hirschberg-Leutershausen) war ein deutscher Germanist.

## Werdegang
Er studierte in Kiel Germanistik, Geschichte und Philosophie. Nach der Promotion zum Dr. phil. am 13. September 1952 in Kiel war er Lektor in Göteborg (1953–1959). Nach der Habilitation an der Christian-Albrechts-Universität zu Kiel 1965 war er von 1966 bis 1992 Professor für neuere deutsche Literaturgeschichte an der Universität Mannheim. Im Wintersemester 1972/73 wurde Jöns Dekan der Fakultät und von 1982 bis 1985 war er Prorektor.
Jöns war Mitherausgeber des zweibändigen Werks Der Briefwechsel zwischen Sigmund von Birken und Catharina Regina von Greiffenberg, NF Bde. 49/50 in der Reihe Neudrucke deutscher Literaturwerke.

## Schriften (Auswahl)
- Begriff und Problem der historischen Zeit bei Johann Gottfried Herder (= Göteborgs Universitets årsskrift. 62,5) (= Göteborger germanistische Forschungen. 2). Elander, Göteborg 1956 (Dissertation Universität Kiel 1952 unter dem Titel: Die historische Zeit im Weltbild Herders), OCLC 934839741.
- Das „Sinnen-Bild“, Studien zur allegorischen Bildlichkeit bei Andreas Gryphius (= Germanistische Abhandlungen. 13). Metzler, Stuttgart 1966 (Habilitationsschrift Kiel 1964/65), OCLC 220937297 OCLC 1050492789.
- Hrsg. zusammen mit Hartmut Laufhütte: Sigmund von Birken: Werke und Korrespondenz. Bd. 14. Prosapia, Biographia (= Neudrucke deutscher Literaturwerke. Neue Folge 41). Niemeyer, Tübingen 1988, ISBN 3-484-28041-7.
- Hrsg. und Nachwort: Martin Limburger: Die betrübte Pegnesis (= Emblematisches Cabinet). Nachdruck der Ausgabe Nürnberg 1684. Olms, Hildesheim 1993, ISBN 3-487-09708-7.